# São Paulo Shimbun
O São Paulo Shimbun (サンパウロ新聞) é um jornal editado em língua japonesa na cidade de São Paulo. Fundado em 1946, foi editado regularmente até 22 de dezembro de 2018, quando deixou de ter versão impressa.